# Gerichtsbezirk Knittelfeld
Der Gerichtsbezirk Knittelfeld war ein dem Bezirksgericht Knittelfeld unterstehender Gerichtsbezirk im Bundesland Steiermark. Er umfasste bis 2011 den gesamten Bezirk Knittelfeld und bildet seit dem 1. Jänner 2012 gemeinsam mit dem Gerichtsbezirk Judenburg (ehemaliger Bezirk Judenburg) den Bezirk Murtal.

## Geschichte
Der Gerichtsbezirk Judenburg wurde durch eine 1849 beschlossene Kundmachung der Landes-Gerichts-Einführungs-Kommission geschaffen und umfasste ursprünglich die 14 Gemeinden Dürnberg, Feistritz, Flatschach, Gall, Großlobming, Kleinlobming, Knittelfeld, Lorenzen, Marein, Margarethen, Mitterlobming, Puchschachen, Rachau und Seckau. Erst 1868 wurden durch die Trennung mehrerer Steuergemeinden von Knittelfeld die Ortsgemeinden Spielberg, Kobenz und Apfelberg geschaffen.
Der Gerichtsbezirk Knittelfeld bildete im Zuge der Trennung der politischen von der judikativen Verwaltung ab 1868 gemeinsam mit den Gerichtsbezirken Judenburg, Obdach und Oberzeiring den Bezirk Judenburg.
1946 wurde der Gerichtsbezirk Knittelfeld vom Bezirk Judenburg abgetrennt und zum Bezirk Knittelfeld erhoben.
Durch die Zusammenfassung der Bezirke Judenburg und Knittelfeld zum Bezirk Murtal wurde diese Verwaltungsänderung per 1. Jänner 2012 wieder zurückgenommen.
Mit 1. Juli 2013 wurde der Gerichtsbezirk aufgelöst und die Gemeinden wurden dem Gerichtsbezirk Judenburg zugewiesen.

## Gerichtssprengel
Der Gerichtsbezirk Knittelfeld umfasste mit den 14 Gemeinden Apfelberg, Feistritz bei Knittelfeld, Flatschach, Gaal, Großlobming, Kleinlobming, Knittelfeld, Kobenz, Rachau, Sankt Lorenzen bei Knittelfeld, Sankt Marein bei Knittelfeld, Sankt Margarethen bei Knittelfeld, Seckau und Spielberg das Gebiet des ehemaligen Bezirks Knittelfeld bzw. den östlichen Teil des heutigen Bezirks Murtal.